# 카를 블로흐

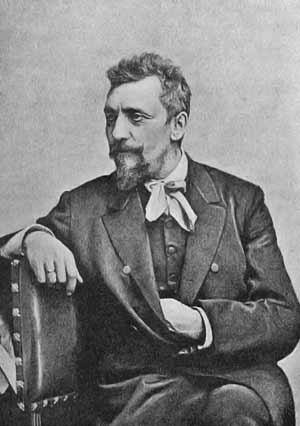
카를 하인리히 블로흐

카를 하인리히 블로흐(덴마크어: Carl Heinrich Bloch, 1834년 5월 23일 코펜하겐 ~ 1890년 2월 22일 코펜하겐)는 덴마크의 화가이다.

## 생애
코펜하겐 출신이며 덴마크 왕립 미술 아카데미에서 빌헬름 마르스트란(Wilhelm Marstrand)과 함께 교육을 받았다. 이탈리아, 네덜란드에서 유학 생활을 하면서 미술을 배웠다. 특히 네덜란드 유학 시절에는 렘브란트의 미술 작품에 영향을 받았다. 1868년에는 이탈리아 로마에서 알마 트렙카(Alma Trepka)와 결혼했다.
그의 미술 작품 중에서 가장 유명한 작품으로는 1865년부터 1879년 사이에 제작된 프레데릭스보르 성의 예배당에 전시된 미술 작품이다. 이 작품은 예수의 생애를 소재로 하고 있으며 총 23편으로 구성되어 있다.

## 같이 보기
- 렘브란트
- 한스 크리스티안 안데르센